# Diaprojektor

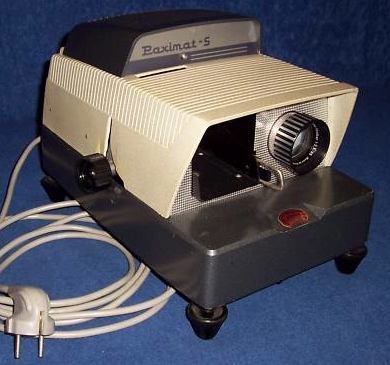
Diaprojektor s přímým zásobníkem a podavačem

Diaprojektor je optický přístroj na promítání diapozitivů na promítací plátno nebo na stěnu. Projektory na diapozitivy kinofilmového formátu (36 x 24 mm) byly velmi oblíbené od 50. do 80. let 20. století. V Československu je vyráběla firma Meopta. Diaprojektory najdeme dnes např. : v Národním technickém muzeu

## Popis
Diaprojektor se skládá ze:
- zdroje světla (žárovky)
- zrcadla a kondenzoru, které světlo soustřeďují na diapozitiv
- tepelné izolace mezi kondenzorem a diapozitivem
- kolejnic pro podávání diapozitivů, případně s podávacím zařízením
- objektivu, jehož posunem se obraz zaostřuje.

Protože zdroj světla vytváří značné množství tepla, má diaprojektor i nucené chlazení (větrák).

## Výrobci
Výrobci diaprojektorů jsou např.: Meopta, Medirex, Diax, PZO Warszawa a další.

## Podávací zařízení
Diapozitivy se do projektoru vkládají buďto ručně, anebo jsou naskládány v zásobníku, odkud se podávají elektricky, stiskem tlačítka na dálkovém ovladači. Zásobníky jsou buďto karuselové nebo přímé a obsahují 20 až 50 diapozitivů.

## Použití
Diaprojektory se užívaly při přednáškách a demonstracích, ale zejména v domácnosti na promítání snímků z cest a podobně.